# Phelipara confusa
Phelipara confusa är en skalbaggsart som beskrevs av Schwarzer 1931. Phelipara confusa ingår i släktet Phelipara och familjen långhorningar. Inga underarter finns listade i Catalogue of Life.